# Stijn Vreven
Stijn Vreven (* 18. Juli 1973 in Hasselt, Belgien) ist ein ehemaliger belgischer Fußballspieler und derzeitiger -trainer. 

## Karriere
Vrevens Profikarriere begann bei KV Mechelen, wo er 20-jährig 1993 sein Profidebüt gab. Nach vier Spielzeiten wechselte er zu KAA Gent. In Gent spielte er bis 1999 und wechselte danach zum niederländischen Club FC Utrecht. Hier hatte er seine erfolgreichste Zeit, sodass er 2003 einen Vertrag beim 1. FC Kaiserslautern unterschrieb. Bei den Pfälzern konnte er sich allerdings nicht durchsetzen und bestritt nur acht Bundesligaspiele in der Saison 2003/04. Nach Saisonende ging er wieder zurück in die Niederlande zu Vitesse Arnheim. Hier konnte er sich auch wieder einen Stammplatz erkämpfen. 
Seit seinem Weggang von Vitesse im Jahr 2005 spielte er bei mehreren Vereinen jeweils für höchstens ein Jahr. Zuletzt hatte er einen Vertrag bei KESK Leopoldsburg.
Im Jahr 2002 bestritt Vreven zwei Länderspiele für Belgien.
Von 2012 bis 2013 arbeitete Vreven als Trainer bei KFC Dessel Sport, seit 2013 bei Lommel United. In der Saison 2014/15 war Lommel Erster in der Dritten Tranche der zweiten Division, belegte dann aber in der Aufstiegsrunde den letzten Platz. Vreven wechselte zum Erstdivisionär Waasland-Beveren.
In seiner zweiten Saison dort hatte der Verein nach 14 Spieltagen nur einen Punkt Vorsprung auf den Abstiegsplatz. Vreden wurde Ende Oktober 2016 vom Verein entlassen.
Zum 1. Januar 2017 wechselte er zum niederländischen Verein NAC Breda, der seinerzeit in der Eredivisie, der höchsten niederländischen Liga spielte, mit einem Vertrag bis Saisonende mit der Option der Verlängerung um ein Jahr. Obwohl er mit Breda am Schluss Platz 14 belegte und der Verein in der Eredivisie verblieb, wollte der Verein den Vertrag nicht verlängern. Vreden wechselte mit einem Zweijahresvertrag zurück nach Belgien zum KFCO Beerschot Wilrijk in der Division 1B.
Mit ihm belegte Beerschot den ersten Platz in der zweiten Tranche in der Saison 2018/19, verlor dann aber die Aufstiegsspiele, so dass der Verein in der Division 1B verblieb. In der nächsten Saison hatte der Verein am 9. Spieltag acht Punkte Rückstand auf den ersten Platz in der ersten Tranche bei noch fünf ausstehenden Spielen. Vreden wurde am 9. Oktober 2019 entlassen. Bereits am 19. November 2019 fand Vreven eine neue Trainerstelle bei Sporting Lokeren. Er unterschrieb dort einen Vertrag für den Rest der Saison mit Verlängerungsoption. Infolge nicht erfolgter Gehaltszahlung beendete Vreven (wie auch die Spieler) seine Tätigkeit nach der Hauptrunde der Saison 2019/20. Endgültig wurde sein Vertrag durch die Eröffnung der Insolvenz über den Verein am 20. April 2020 beendet.
Im Juli 2020 unterzeichnete er einen Vertrag mit einjähriger Laufzeit beim slowakischen Erstligisten FK AS Trenčín. Mit dieser Mannschaft erreichte er in der Saison 2020/21 die Meister-Play-off. Nachdem dort die ersten sechs von zehn Play-off-Spielen verloren worden waren und keine Chance mehr bestand, einen Startplatz für den Europapokal zu erreichen, wurde Vreven Ende April 2021 entlassen. Nach seiner Aussage hatte er einigen Wochen vorher erklärt, dass er den Vertrag bei Ablauf zum Saisonende nicht verlängern wollte.
Erst Ende November 2022 erhielt er einen neuen Vertrag mit Laufzeit bis zum Saisonende beim KFC Dessel Sport, der in der 1. Division Amateure. Der Verein stand zu diesem Zeitpunkt auf dem Abstiegs-Relegationsplatz. Ihm gelang es, Platz 14 zu erreichen, so dass der Klassenerhalt gesichert war. Bereits Anfang März 2023 hatte er dem Verein mitgeteilt, dass er nicht für eine Vertragsverlängerung zur Verfügung stehe, da er selbst zum SV Belisia Bilzen in der zweiten Division Flandern wechseln wollte.
Dieser Vertrag wurde jedoch aufgehoben. Stattdessen unterschrieb Vreven Mitte Juni 2022 einen Vertrag mit unbefristeter Laufzeit beim Absteiger in die Division 1B KV Ostende. Mitte Dezember 2023 wurde er wieder entlassen, nachdem der Verein nur noch knapp oberhalb der Abstiegsplätze platziert war.

## Erfolge
- KNVB-Pokalsieger: 2002/03